# 犁头瑶族乡
犁头瑶族乡，是中华人民共和国湖南省永州市蓝山县下辖的一个乡镇级行政单位。

## 行政区划
犁头瑶族乡下辖以下地区：
犁头村、山背村、毛利坪村和新屋地村。